# Разлив (Новгородская область)
Разлив — деревня в Старорусском районе Новгородской области в составе Наговского сельского поселения.

## География
Находится в южной части Новгородской области на расстоянии приблизительно 10 км на запад-юго-запад по прямой от железнодорожного вокзала города Старая Русса.

## История
На картах 1927 и 1942 годов этот населенный пункт еще не обозначен, . Но на карте 1981 года деревня уже обозначена.

## Население
Численность населения: 48 человек (русские 100 %) в 2002 году, 39 в 2010.